# Melicoccus jimenezii
Melicoccus jimenezii är en kinesträdsväxtart som först beskrevs av Brother Alain, och fick sitt nu gällande namn av P. Acevedo-rodriguez. Melicoccus jimenezii ingår i släktet Melicoccus och familjen kinesträdsväxter. Inga underarter finns listade i Catalogue of Life.